# Ludres
Ludres település Franciaországban, Meurthe-et-Moselle megyében. Lakosainak száma 5899 fő (2022. január 1.). Ludres Chavigny, Fléville-devant-Nancy, Houdemont, Lupcourt, Messein, Richardménil és Ville-en-Vermois községekkel határos.

## Népesség
A település népességének változása:
| Lakosok száma | 1239 | 5376 | 6236 | 6699 | 6491 | 6363 | 6216 | 6142 | 6128 | 5899 |
|               | 1968 | 1982 | 1990 | 2006 | 2013 | 2015 | 2017 | 2019 | 2020 | 2022 |